# Bathyraja fedorovi
Bathyraja fedorovi е вид хрущялна риба от семейство Arhynchobatidae. Видът не е застрашен от изчезване.

## Разпространение и местообитание
Разпространен е в Русия (Европейска част на Русия, Магадан и Сахалин) и Япония (Хоншу).
Среща се на дълбочина около 1460 m, при температура на водата около 2,2 °C и соленост 34,5 ‰.

## Описание
На дължина достигат до 73,3 cm.